# Lagerbolag
Ett lagerbolag är ett aktiebolag som startas med det enda syftet att säljas vidare. Lagerbolag startas och tillhandahålls av speciella ombud, exempelvis redovisningskonsulter eller revisionsbyråer. Lagerbolag bildas i en serie med samma namn, men olika nummer, i firman, exempelvis "Jordkällaren 3472 AB". 
Fördelarna med ett lagerbolag är, enligt ombuden, att det är enklare att köpa ett lagerbolag än att själv registrera ett aktiebolag och att du snabbare får ett organisationsnummer. Med ett organisationsnummer kan du ansöka om F-skatt och registrera moms, skriva avtal och börja fakturera. Tänk på att det ofta tar ett par veckor för Bolagsverket att ändra företagsnamn och att avtal och fakturor innan dess kommer att skrivas med det ursprungliga företagsnamnet, exempelvis "Jordkällaren 3472 AB", vilket avslöjar att ditt aktiebolag är ett nyligen inköpt lagerbolag.